# Видеократија (филм)
„Видеократија“ (итал. Videocracy - Basta apparire) је шведски документарни филм из 2009. године режисера Ерика Гандинија о италијанској телевизији и њеном утицају на италијанску културу и политику. Убрзо након биоскопске премијере у Шведској, филм је приказан на 66. Филмском фестивалу у Венецији где је привукао велику пажњу. Већина италијанских ТВ станица је забранила емитовање форшпана за филм.